# Brigada d'arquers noruega

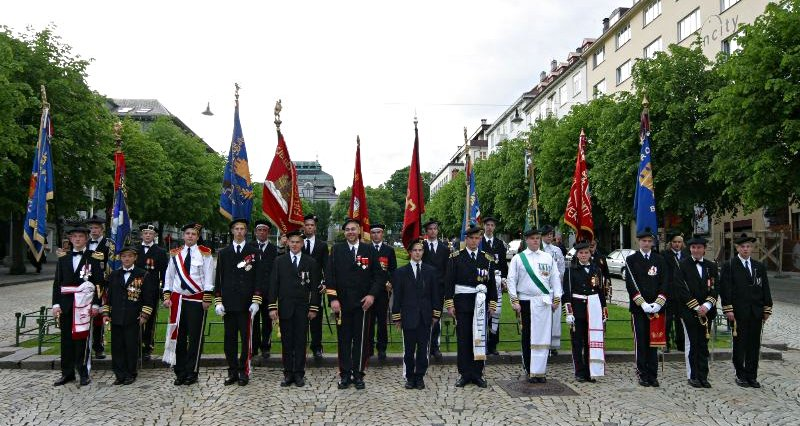
Diverses brigades de buekorps el 2005.

Els Buekorps (literalment "brigada d'arquers") són unes associacions de joves de diversos barris que fan desfilades segons una tradició seguida únicament a Bergen, Noruega.
La tradició data del segle xix quan els nens imitaven les milícies de soldats adults fent desfilades. Les organitzacions, anomenades batallons (bataljoner en noruec), van ser organitzades formalment per primer cop en els anys 1850 i són portades pels mateixos joves. A Bergen, hi ha fins a catorze batallons actius pertanyents als diversos barris.
Antany hi havia brigades ad'arquers a altres ciutats del país, tot i que la majoria d'aquests van desaparèixer a principi del segle xx per falta de patriotisme dels barris o ciutats en qüestió. És complicat discernir quins d'aquests i en quin grau seguien la tradició dels buekorps originals. Sigui com sigui, tots van començar inspirant-se en els buekorps de Bergen.

## Els batallons actuals

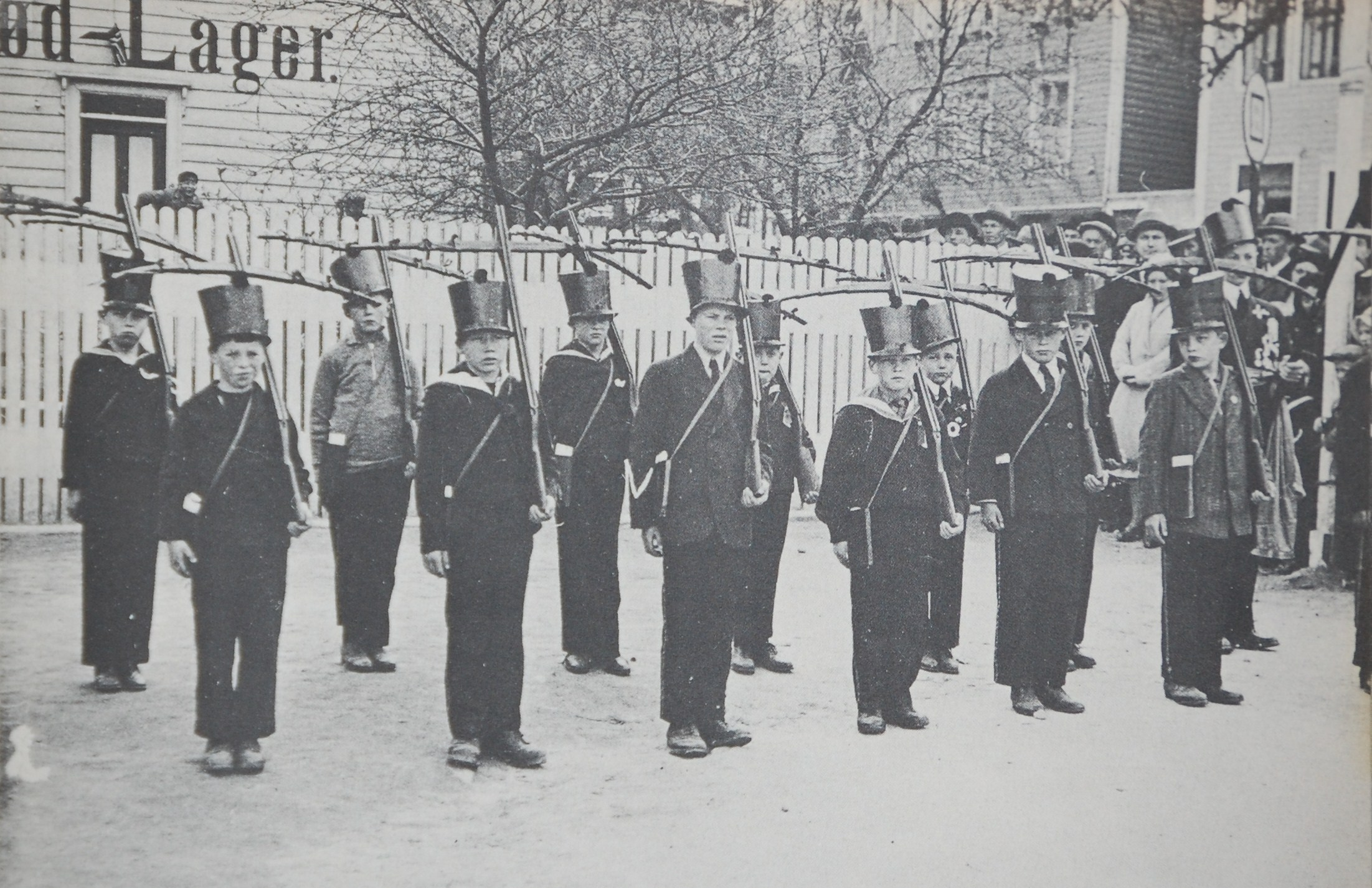
Una secció dels buekorps de Sandviken al 1932.

- Dræggens Buekorps (24 de març de 1856), – Companyia d'Arquers de Dræggens, brigada de nois[2]
- Eidsvaags Kompani (28 d'abril de 2008) "Eidsvaags Værve Kompani", brigada de nois.
- Fjeldets Bataljon (22 de maig de 1857), Batalló de Fjeldets, brigada de nois
- Laksevågs Bueskyttere (8 de maig de 1894), Els arquers de Laksevåg, brigada de nois[3]
- Lungegaardens Buekorps (7 d'octubre de 1994), Companyia d'Arquers de Lungegaarden, brigada de noies[4]
- Løvstakkens Jægerkorps (11 de maig de 1903-18, 30 d'abril de 1928-64, 11 de maig de 1999-[5][6]), Løvstakken's Jeger Company, brigada mixta
- Markens Bataljon (4 de juny de 1859), Batalló de Marken, brigada de nois
- Mathismarkens Bataljon (15 de juny de 1887), Batalló de Mathismarken, brigada de nois
- Nordnæs Bataillon (3 de maig de 1858), Batalló de Nordnæs, brigada de nois[7]
- Nygaards Bataljon (14 de juny de 1857), Batalló de Nygaard, brigada de nois
- Sandvikens Bataljon (17 de maig de 1857), Batalló de Sandviken, brigada de nois[8]
- Skansens Bataljon (22 de maig de 1860), Batalló de Skansen, brigada de nois[9]
- Skutevikens Buekorps (8 de juliol de 1853), Companyia d'Arquers de Skuteviken, brigada de nois[10]
- Sydnæs Bataljon (7 de juny de 1863), Batalló de Sydnæs, brigada de nois[11]
- Wesselengens Bataljon (24 d'abril de 1873), Batalló de Wesselengen, brigada de nois[12]

## Batallons antics de Bergen

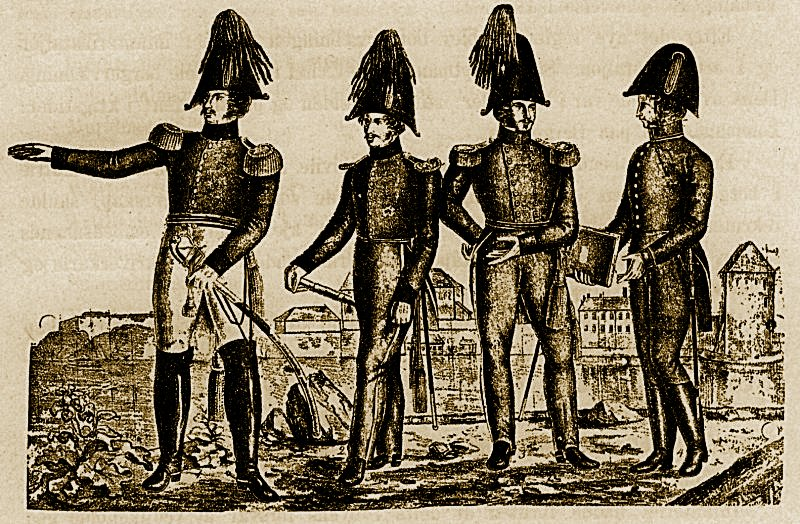
Membres de la milicia reial de la ciutat a qui els nens de Bergen imitaven.

Des dels 1850 han existit més de dos cents batallons. Les dates de fundació i desaparició no sempre són conegudes. Heuaqui els noms de les brigades conegudes:
| - Allegatens Bataljon - Asylplass Bataljon - Baglergatens Kompani (1911-18?) - Baneveiens Bataljon - Bingen Hellebardkorps - Bingen Jegerkorps - Blauengens Kompani - Blekebakkens Kompani - Bispengens Kompani - Bjørgvin Compagni (1869) - Bjørgvins Kompani (1932-36) - Boligens Kordekorps (Ladegårdskorpset) (?-1895) - Boligens Kårdekorps (Henrik Wergelands korpset) (?-1888) - Borgerskolens (Buekorps?) - Breistølsveiens Kompani (1889-1925?) - Bødkergadens Kompagni - Bønes Batalion - Christinegaard Bataljon (1938-40) - Damsgårds Batalion - Det raske Fjellkorps (1876-79) - Dokkens Kompagni - Dragefjellskorpset (1881-?) - Eidemarkens (Buekorps?) - Ekrenbakkens Kompani - Elvegatens Kompagni - Engens Buekorps - Fastings Buekorps (?-1860s?) - Fjeldets Kompani (1895-?) - Fjellborgs Kompani (1924-29) - Fjøsanger Kompani (1950-60s?) - Fredrikbergsgatens Kompani - Fridalens Kompani (1950s?) - Fæstningens Buekorps (?-1862) - Granbakken Jægerkorps - Granesmugets Kompani (1913-39?) - Grønnevoldgatens Kompagni - Grønnevolds Kompagni - Gyldenpris Kompani - Gørbitzgatens Kompani - Hans Haugesgate Kompani (1920-33) - Haugens Bataljon - Haugens Buekorps - Haugesmugets Kompani - Haugeveiens Kompani - Heiens Kompani - Holmens Kompani - Hop Bataljon (1918-22) |  | - Høggeblokkens Kompani (1912-20?) - Isdalens Kårdekorps - Jektevikens Kompani - Kalmarhavens Compagni - Kippersmauets Bataljon (1930-33) - Kirkegatens Jægerkorps (1920-47) - Kleivens Buekorps (1850s?-?) - Klokkerhagens Kompani - Korskirkealmeningens Kompani (1904?-13) - Krohnengens Bataljon - Krohnvikens Bataljon (1852-1916) - Kronstad Bataljon (1922-63) - Ladegaardens Bataljon (21 April 1880-85, 1889-1921, 1924-70) - Ladegårdens Compagni (1891-1917?) - Laksevåg Bataljon (1872-1940) - Langeveiens Kompani (1920-26) - Langhauens Kompani - Legdenes Kompani (1 April 1956-61) - Lille Markens Kompagni - Lille Dræggens Buekorps - Løvstakkveien Kompani - Markeveiens Compagni - Markeveiens Jægerkorps (1880s) - Martin Vahlsgates Kompani (1901-28) - Meyermarkens Kompani (1905-20) - Minde Bataljon (1950s?) - Mulelvens Bataljon - Mulens Bataljon (14 June 1898-1903, 1911-17, 1920-57, 1980-84) - Muralmendingens Companie (1880s) - Møhlenpris Kompani (1895-1912, ?-1923) - Natland Bataljon (1959-63) - Nedre Stølens Kompani (1898-1904?) - Nessets Bataljon - Nordnes Lekeplads Kompani (1918-28) - Nordre Møhlenpris Kompani - Nordre Skutevikens Kompani (1928-39) - Nordre Skuteviksveiens Kompani (1928-39) - Nye Sandviksvei Kompani - Nykirkealmeningens Kompani (1875?-1916) - Nymarks Kompani - Nøstets Batalion (7 May 1870-1961) - Nøstets Kårdekorps (bef. 1855-70) - Olav Rustiesgates Kompani (1972-80) - Paaschemarkens Bataljon |  | - Paradis Bataljon - Parkens Compagni - Persenbakkens Kompani (1928-32) - Planens Kompani (1956-65, 1974-82) - Rennebanens Kompani (1920-25?) - Repslagersgatens Jægerkompani (1918-38) - Rosenbergsgatens Bataljon - Rothaugens Kompani (1932-34, 1988-90?) - Sandviksveiens Buekorps - Scjadenbergshavens Kompani (1910-30) - Skanseliens Kompani (1932-57?) - Skivens Kårdekorps - Skytterbanens bataljon - Slettens Bataljon (1959-65?) - Slottsgatens Kompani - Smaa-Skansens Bataljon - Smørsalmendingens Companie (1880s) - Solheims Bataljon (1927-30s, 1946-50s) - Storemøllens Compani - Strandveiens Bataillon - Strandgatens Jægerkorps - Strangehagens Kompani - Stupets Bataljon (1952-56) - Stølens Kompani (1860-65?, 1947-48) - Svanevikens Kompani - Sverresborg Jegerkorps (1902-12) - Sverresgatens Jægerkorps - Sydnæskleivens Kårdekorps - Tamburengens Jægerkorps (1904-10?) - Teatergatens (Kompani?) - Toldbodalmendingens Compagni - Trangesmauets Kompani (1875?-1932) - Tverrgatens Kompani (1918-31, 1955-57) - Utsiktens Kompani (1974-75) - Vardens Kompagni (1965-75) - Vaskerelvssmugets Compagnie - Verftets Kompani ((1871-73, 18 March 1894-1961) - Verftets Kompani II (1874-?) - Verftets Kårdekorps (1873-74) - Victor Müllers (Buekorps?) - Vognstølbakken Bataljon - Vågens Bataljon (1 June 1991-27 April 2008) - Ytre Sandvikens Bataljon - Øvregadens Buekorps (1875-1912?) |  |

## Antics batallons a altres ciutats[1]
| Arendal - Arendals Yngre Guttekompani Bodø - Bodø Guttekorps Drammen - Bragerøens Buekorps - Guttekorpset Birkebeineren - St. Olafklevens Buekorps Flekkefjord - 1:ste Buekorps Flekkefjord - Fjeldgatens Guttekorps - Flekkefjord Buekorps Fredrikstad - Fredrikstad Buekorps Gjøvik - Gjøvik Guttekorps Grimstad - Grimstad Guttekorps |  | Hamar - Hamar Guttegarde Haugesund - Grønhaugens Turnforening (buekorps) - Haraldsgadens Buekorps - Hasseløens Buekorps - Haugesunds Buekorps - Haugesunds Garde - Risøens Buekorps Hemnesberget - Hemnes Guttekorps Kristiansund - Storgatens Guttekorps Levanger - Levanger Buekorps Molde - Molde Guttekorps |  | Nordfjordeid - Eids Guttegarde - Eids Guttekorps Oslo - Christiania Garde - Løven (1868-?) - Urania Garde (?-1905) Sandnes - Sandnes Buekorps Sandnessjøen - Sandnessjøen Guttekorps Stavanger - Kongsgaard Buekorps - Nylunds Buekorps - Stavanger Buekorps - Svithuns Buekorps |  | Steinkjer - Nordsiden Buekorps - Stenkjær Guttekorps Tingvold - Tingvolds Guttekorps Tromsø - Tromsø Guttekorps Vardø - Løvepatruljen Volden - Voldens Guttekorps Ålesund - Rød Garden Tiger - Viking Garden - Aalesunds Garde |  |